# Микуличинське нафтове родовище
Микуличинське нафтове родовище — належить до Бориславсько-Покутського нафтогазоносного району Передкарпатської нафтогазоносної області Західного нафтогазоносного регіону України.

## Опис
Розташоване у Надвірнянському районі Івано-Франківської області на відстані 27 км від м.Надвірна.
Знаходиться у південно-східній частині Бориславсько-Покутської зони. 
Виявлене в 1984 р. Микуличинська складка — асиметрична антикліналь північно-західного простягання. Поперечними скидозсувами вона розбита на Ділятинський, Микуличинський та Березівський блоки. Розміри складки в межах продуктивної частини Микуличинського блоку 2,4х3,0 м, висота 800-900 м. 
Перший промисловий приплив нафти отримано з менілітових утворень у 1991 р. (інт. 2460-2520 м).
Поклад пластовий, склепінчастий, тектонічно екранований. Режим покладу пружноводонапірний та розчиненого газу. Колектори — середньо- та товстошаруваті пісковики та алевроліти. 
Експлуатується з 1991 р. Запаси початкові видобувні категорій А+В+С1: нафти — 103 тис. т. Густина дегазованої нафти 874 кг/м³. Вміст сірки у нафті 0,65 мас.%.